# イェレニャ・グラ県

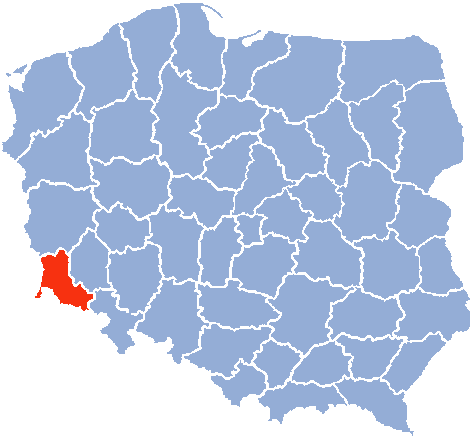
イェレニャ・グラ県

イェレニャ・グラ県（イェレニャ・グラけん、ポーランド語: województwo jeleniogórskie）は、1975年から1998年まで存在したポーランドの県（行政区画・地方行政単位）である。
1999年1月1日の地方行政区画の改正にともないドルヌィ・シロンスク県になった。県都はイェレニャ・グラ。

## 主要都市（人口は1995年時点）
- イェレニャ・グラ（93,500人）
- ボレスワヴィエツ（44,400人）
- ズゴジェレツ（36,800人）
- ルバン（24,400人）
- カミエンナ・グラ（23,600人）